# 花水木通車站
花水木通車站（日语：／ Hanamizukidōri eki */?）是位於愛知縣長久手市久保山。為愛知高速交通東部丘陵線（Linimo）之車站。車站編號為L02。

## 車站結構
為擁有2面2線之側式月台之地上車站。在Linimo所有車站裡，惟獨本站為側式月台。
本站於出入口與站內分別設置電梯4座以配合無障礙環境。
為了乘客們之安全起見在第1及第2月台，皆設置了可動式月台門。

### 月台配置
| 月台 | 路線        | 目的地                      |
| ---- | ----------- | --------------------------- |
| 1    | ■東部丘陵線 | 愛·地球博紀念公園、八草方向 |
| 2    | ■東部丘陵線 | 藤丘方向                    |

## 相鄰車站
愛知高速交通
■東部丘陵線（Linimo）
藤丘（L01）－花水木通（L02）－杁池公園（L03）

## 外部連結
- 花水木通站 （页面存档备份，存于） - 愛知高速交通